# Jeu de paume
Jeu de paume er en fransk forgænger til tennis. Oprindeligt blev der spillet med bare hænder, senere med handsker og endeligt med ketcher.
Sportsgrenen spilledes i Frankrig og bredte sig i det 16. og 17. århundrede til bl.a. Danmark, hvor der blev indrettet særlige boldhaller ved flere slotte.
Jeu de paume var en olympisk disciplin ved de olympiske lege i 1908.
I dag har sporten hovedsageligt tilhængere i England, Holland, USA og Australien og kaldes på engelsk real tennis.
- Wikimedia Commons har flere filer relateret til Jeu de paume

| Sport | Spire Denne artikel om sport er en spire som bør udbygges. Du er velkommen til at hjælpe Wikipedia ved at udvide den. |